# Towarzystwo Warszawskie Przyjaciół Nauk

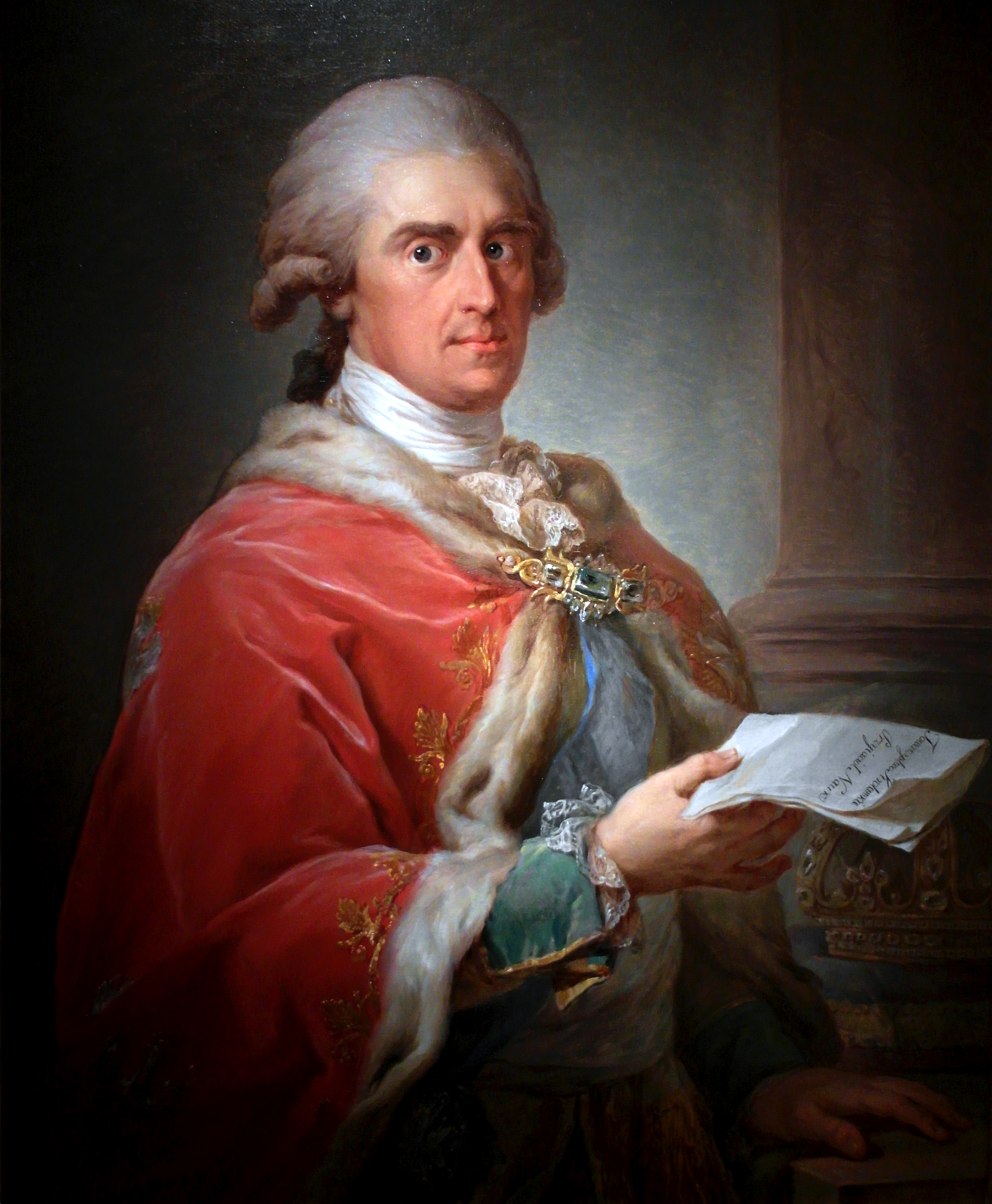
Fryderyk August, książę warszawski, obraz pędzla Marcello Bacciarellego z ok. 1808–1809 roku, władca potwierdził w dekrecie z 1808 roku istnienie Towarzystwa Królewskiego Przyjaciół Nauk, w ręku prawdopodobnie trzyma ten dekret

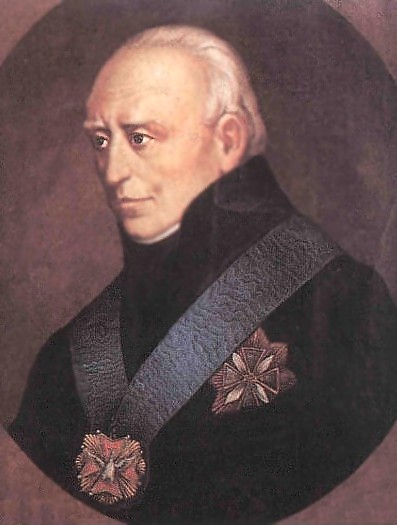
Stanisław Staszic, prezes TPN w latach 1808–1825

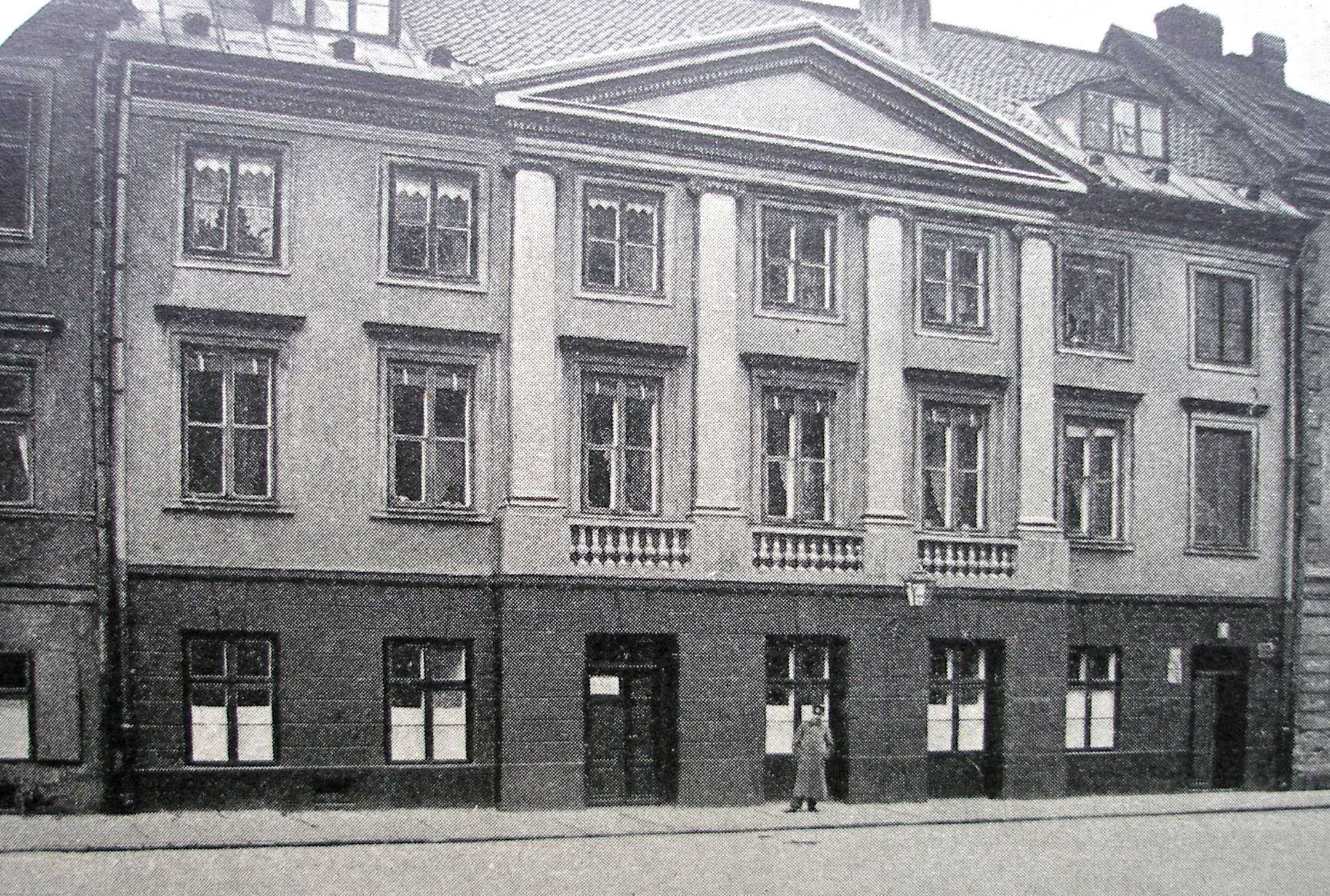
Druga siedziba Towarzystwa Warszawskiego Przyjaciół Nauk, funkcjonującą w 1826 przy ul. Kanonia 8 (stan sprzed 1914). Budynek ten, podarowany przez jezuitę Albertrandiego, mieścił potem m.in. mieszkania księży katedry warszawskiej, a obecnie jest własnością teatru Ateneum. Na elewacji kamienicy znajduje się dziś jedynie zabytkowa tablica informacyjna, że w przeszłości był miejscem zebrań uczonych

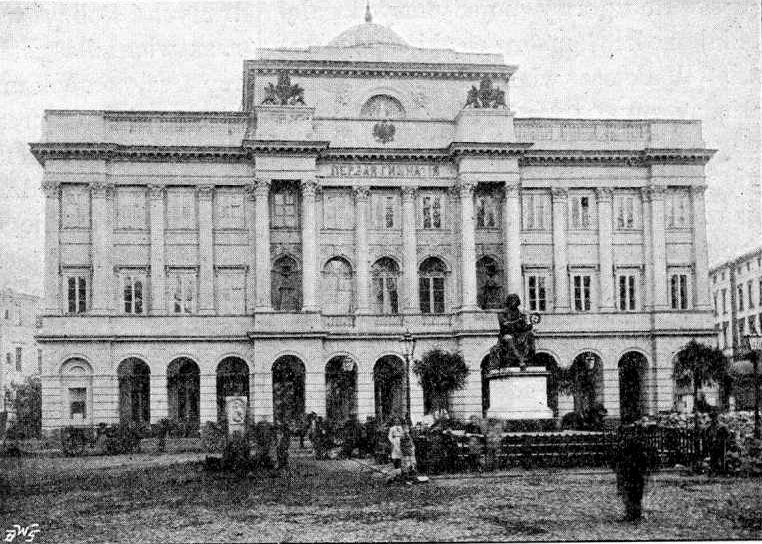
Gmach jaki Staszic wybudował dla towarzystwa. Zdjęcie wykonane w czasie zaboru rosyjskiego w latach 1900–1903 z Encyklopedii staropolskiej Zygmunta Glogera.

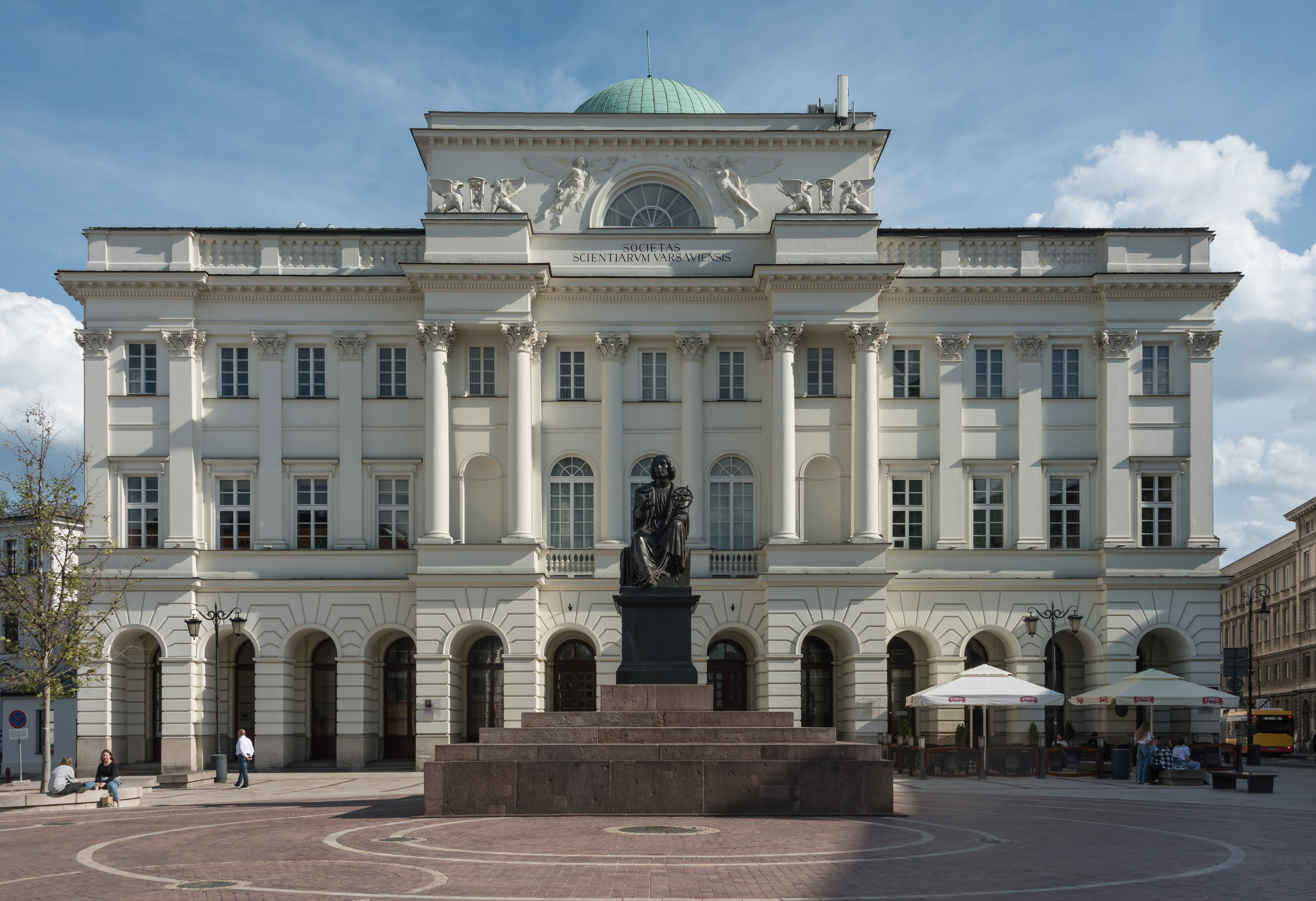
Pałac Staszica, siedziba Towarzystwa Warszawskiego Przyjaciół Nauk w latach 1827–1831

Towarzystwo Przyjaciół Nauk (TPN), inne nazwy: Towarzystwo Warszawskie Przyjaciół Nauk (TWPN) (1800–1832), od 1808: Towarzystwo Królewskie Przyjaciół Nauk (TKPN) lub Warszawskie Towarzystwo Królewskie Przyjaciół Nauk (WTKPN) – towarzystwo naukowe zrzeszające badaczy różnych specjalności i zbierające się w okresie od listopada 1800 do kwietnia 1832, w Warszawie.
Towarzystwo skupiało uczonych, literatów, osobistości oficjalne oraz tzw. przyjaciół nauk. Było trzecią, po Towarzystwie Literatów w Polszcze (1765–1770) oraz Towarzystwie do Ksiąg Elementarnych działającym w latach (1775–1792), stale zbierającą się polską akademią naukową, która przyczyniła się do powstania Królewskiego Uniwersytetu Warszawskiego prekursora Uniwersytetu Warszawskiego – czwartego w kolejności uniwersytetu założonego na ziemiach polskich.

## Historia
Towarzystwo powstało w 1800 z inicjatywy Stanisława Sołtyka. Razem z inicjatorem liczyło ono początkowo 30 członków zaliczających się do elity intelektualnej. Byli to: biskup zenopolitański ks. Jan Chrzciciel Albertrandi, Joachim Litawor Chreptowicz, Tadeusz Czacki, ks. Adam Czartoryski, generał lejtnant wojsk austriackich Franciszek Ksawery Dmochowski, Stanisław Grabowski, Ludwik Gutakowski, Franciszek Karpiński, Stanisław Kłokocki, gen. Jan Komarzewski, Ludwik Kropiński, Samuel Bogumił Linde, Tadeusz Matuszewicz, Tadeusz Antoni Mostowski, Józef Maksymilian Ossoliński, astronom Marcin Poczobutt-Odlanicki, Ignacy Potocki, Stanisław Kostka Potocki, książę Aleksander Antoni Sapieha, prof. chemii i historii naturalnej Franciszek Scheidt, Józef Sierakowski, Jan Śniadecki, prof. akademii krakowskiej Walenty Sobolewski, ks. Stanisław Staszic, Stanisław Trembecki, Tomasz Twardochlebowicz, Krzysztof Wiesiołowski, kanonik warszawski Jan Nepomucen Wyleżyński, Michał Walicki.
16 listopada 1800 w domu ks. Jana Albertrandego, pod nr. 85 na Kanoniach w Warszawie odbyła się uroczysta inauguracja Towarzystwa Przyjaciół Nauk. Oprócz gospodarza w zebraniu brało udział trzynastu członków: Michał Walicki, ks. Reptowski, ks. Ignacy Zaborowski, Tadeusz Czacki, Franciszek Dmochowski, Stanisław Grabowski, Stanisław Kłokocki, Tadeusz Matuszewicz, ks. Osiński, Stanisław Potocki, Krzysztof Wiesiołowski i Jan Nepomucen Wyleżyński.
Pierwsze publiczne zgromadzenie odbyło się w dniu 23 listopada 1800 w gmachu księży Pijarów, na którym Albertrandi wygłosił mowę inauguracyjną. Drugie z kolei posiedzenie publiczne odbyło się w dniu 9 maja 1801 w sali gmachu oo. Pijarów. Posiedzenia tygodniowe wydziałów towarzystwa odbywały się kolejno, bądź w mieszkaniu Sołtyków na ulicy Miodowej, lub też w pałacu Stanisława Potockiego, przy ulicy Krakowskie Przedmieście. Po powrocie Potockich z emigracji politycznej posiedzenia te odbywały się w pałacu Tarnowskich. Walne zebrania półroczne, odbywały się natomiast w początkach istnienia Towarzystwa w sali kolegium oo. Pijarów przy ulicy Miodowej.
W 1801 do towarzystwa dołączyli nowi członkowie: ks. Stanisław Jundziłł, profesor botaniki w uniwersytecie wileńskim, ks. Kajetan Kamieński, rektor konwiktu oo. Pijarów, Marcin Molski, Ludwik Osiński, Aleksander Potocki, ks. Adam Prażmowski, administrator biskupstwa warszawskiego, Jędrzej Śniadecki, prof. Uniwersytetu Wileńskiego, Józef Kalasanty Szaniawski.

## Organizacja
Towarzystwo zostało zorganizowane w 5 wydziałów, które statutowo gromadziły łącznie nie więcej niż 60 członków czynnych oraz nieokreśloną liczbę członków przybranych, honorowych, dopuszczonych i korespondentów. Były to kolejno:
1. Wydział filozofii
2. Wydział matematyki, fizyki, chemii, nauk lekarskich, historii naturalnej i ekonomiki
3. Wydział historii, dziejów praw i geografii
4. Wydział wymowy, wierszopistwa i przyjemnych sztuk
5. Wydział języków rodu słowiańskiego[9]

Drugą siedzibą Towarzystwa Warszawskiego Przyjaciół Nauk była kamienica przy ul. Kanonia nr 8 (nr hip. 85, 86, 87), podarowana na cele Towarzystwa przez Albertrandiego. Od 1827 roku spotkania uczonych odbywały się w, wybudowanym do tego celu wg projektu Antonia Corazziego, pałacu Towarzystwa Warszawskiego Przyjaciół Nauk.
Stowarzyszenie powstało legalnie (zatwierdzone reskryptem króla pruskiego z 1 lipca roku 1802), musiało jednak ostrożnie formułować swoje zadania.

## Działalność (publikacje)
Dysponowało utylitarnym programem działalności. Organizowało zebrania dla swoich członków i wydawało w formie rocznika pierwsze polskie czasopismo naukowe, w którym zamieszczane były wyniki własnych prac badawczych. Publikacje Towarzystwa były drukowane w Rocznikach Towarzystwa Warszawskiego Przyjaciół Nauk (tomy I-XXI za lata 1802–1830) i w Pamiętniku Warszawskim, które kilka lat po ostatnim rozbiorze ukazywały się po polsku.
Stowarzyszenie dbało o zachowanie ojczystego języka, literatury i tradycji narodowych. Skupiało ono także przedstawicieli świata artystycznego oraz odradzających, a potem zamykanych przez carat, polskich lóż wolnomularskich. Poza działalnością naukową zajmowało się m.in. gromadzeniem zbiorów muzealnych, organizowaniem rocznic i popularyzacją wiedzy. Głównym inicjatorem powstania związku uczonych był późniejszy prezes – Stanisław Staszic.
W 1802 członkiem czynnym został Jacek Krusiński, który był inicjatorem utworzenia biblioteki towarzystwa. Ofiarował na tę intencję 120 tomów ze swoich własnych zbiorów. W towarzystwie zajmował się meteorologią m.in. złożył wniosek o powołanie komisji do przeprowadzania stałych, meteorologicznych obserwacji na terenie całego kraju, który nie został zrealizowany .

## Członkowie Towarzystwa
Prezesami Towarzystwa Przyjaciół Nauk byli kolejno: Jan Chrzciciel Albertrandi (1800–1808), Stanisław Staszic (1808– 1825) i Julian Ursyn Niemcewicz (1826–1831). Funkcje sekretarzy sprawowali: Franciszek Ksawery Dmochowski (1800–1802), Józef Kalasanty Szaniawski (1802–1804), Ludwik Osiński (1804–1814), Edward Czarnecki (1814–1824) i Łukasz Gołębiowski (1824–1831). Bardziej znanymi członkami Towarzystwa byli m.in.: Jan Paweł Woronicz, Samuel Linde, Onufry Kopczyński, Jerzy Samuel Bandtkie i Stanisław Kostka Potocki. Członkiem korespondencyjnym był m.in. Gotfryd Ernest Groddeck – profesor literatury greckiej i rzymskiej na Uniwersytecie Wileńskim, nauczyciel m.in. Mickiewicza (powołanego na członka Towarzystwa w roku 1831), Zana, Czeczota i Lelewela. Do szacownego grona należał również m.in.: Johann Wolfgang von Goethe, Nikołaj Karamzin, François-René de Chateaubriand, Alexander von Humboldt, Georges Cuvier, W. Anastasiewicz, G. R. Dzierżawin i J. Dobrovski.
W 1826 Towarzystwo Przyjaciół Nauk odrzuciło kandydaturę Klementyny Hoffmanowej zgłoszoną przez Franciszka Skarbka Rudzkiego i Feliksa Bentkowskiego, stwierdzając, że ustawy nie przewidują możliwości członkostwa kobiet, a zatem przyjęcie kandydatki do Towarzystwa jest niemożliwe.

## Rozwiązanie Stowarzyszenia
Towarzystwo zostało rozwiązane przez władze rosyjskie w lipcu 1832, w ramach represji po powstaniu listopadowym. W 1905 tradycje pierwszej polskiej akademii przejęło, utworzone wówczas, a istniejące do dziś, Towarzystwo Naukowe Warszawskie.